# Rigel I
Die Rigel I war ein 1973 als Bore I in Dienst gestelltes Fährschiff der zypriotischen Reederei Ventouris Ferries, das zuletzt bis 2021 zwischen Bari und Durrës im Einsatz stand. Zuvor fuhr das Schiff in seiner fast fünfzigjährigen Dienstzeit für zahlreiche Reedereien und trug insgesamt ein Dutzend verschiedener Namen. Nach seiner Ausmusterung 2021 ging es als Roger zum Abbruch ins indische Alang.

## Geschichte
Die Bore I wurde am 28. August 1969 in Auftrag gegeben und am 27. April 1972 unter der Baunummer 1199 in der Werft von Wärtsilä in Turku auf Kiel gelegt. Nach dem Stapellauf am 11. Juli 1973 und der Übergabe an die Reederei Ångfartygs Ab Bore in Turku am 15. März 1973 konnte das Schiff am 17. März den Fährdienst zwischen Stockholm und Mariehamn unter Bereederung der Silja Line aufnehmen. Ein besonderes Merkmal der Bore I waren ihre zwei Schornsteine, die später durch einen einzelnen Schornstein ersetzt wurden.
1980 ging das Schiff in den Besitz der Finska Ångfartygs Ab über und erhielt den Namen Skandia. Sie blieb noch bis November 1982 im Einsatz, war anschließend ein halbes Jahr aufgelegt und nahm im Mai 1983 den Dienst auf der Strecke von Larvik nach Frederikshavn unter Charter der Larvik-Frederikshavnferjen auf. Im selben Jahr lief sie zwischenzeitlich auch wieder Stockholm und Mariehamn an. Im Oktober 1983 ging sie als Stena Baltica zunächst an die Stena Line, kam für diese jedoch nicht in Fahrt und wurde stattdessen noch im selben Monat als Ilich an die Baltic Shipping Company in Leningrad verkauft. Vor ihrer Indienststellung auf der Strecke Leningrad-Stockholm im Mai 1984 erhielt sie bei einem umfangreichen Umbau auch ihren neuen, einzelnen Schornstein.
Ab März 1995 fuhr die Ilich unter Bereederung der Baltic Line die Häfen von Nynäshamn und Riga an, ehe dieser Dienst im Dezember desselben Jahres mit der Arrestierung des Schiffes wegen offener Forderungen in Stockholm endete. Die Fähre wurde im August 1996 versteigert und erhielt kurz darauf den Namen Anastasia V. Im Februar 1997 folgte eine zweite Arrestierung des Schiffes, diesmal in Turku. Erst im Juli 1997 konnte es unter dem Namen Windward Pride für das in Kingstown ansässige Unternehmen Windward Venture den Dienst zwischen St. Lucia, Barbados, St. Vincent und Trinidad nach Venezuela aufnehmen. Doch auch dieser Einsatz war nur kurzlebig und endete bereits im folgenden Monat.
Im Oktober 1997 ging die Fähre als Baltic Kristina an die Estline und nahm – zunächst als reines Frachtschiff, ab 1998 auch mit Passagieren – den Liniendienst zwischen Tallinn und Stockholm auf. Im Jahr 2000 übernahm die Reederei Tallink diesen Dienst. Bis auf mehrere Charterfahrten im Jahr 2002 blieb das Schiff bis Oktober 2005 auf dieser Route. Es wurde im Dezember 2005 versteigert, kam zunächst aber nicht wieder in Fahrt. Im März 2007 erhielt es den neuen Namen Atlas 1, doch ein geplanter Einsatz unter diesem Namen blieb unverwirklicht. Einen Monat später nahm die Fähre als Badis den Dienst für Comarit zwischen Al Hoceïma und Almería sowie von Algeciras nach Tanger auf. Die letzte Überfahrt für Comarit endete am 7. September 2007.
Seit Dezember 2007 betrieb Ventouris Ferries das Schiff, zunächst nur als Rigel, dann ab April 2013 als Rigel I zwischen Bari und Durrës. Zwischenzeitlich half es 2011 zudem während des Arabischen Frühlings bei der Evakuierung von Flüchtlingen aus Libyen. Nach einer Dienstzeit von insgesamt 48 Jahren wurde die Rigel I im August 2021 zum Abbruch nach Indien verkauft und erhielt hierfür den Überführungsnamen Roger, der zwölfte und letzte Name der Fähre. Unter der Flagge der Komoren traf die Roger am 5. Oktober 2021 bei den Abwrackwerften von Alang ein und wurde vier Tage später zum Abbruch gestrandet.